# 辛亥革命烈士陵园 (济南市)
辛亥革命烈士陵园，位于山东省济南市历下区千佛山东麓，是中华人民共和国山东省文物保护单位之一。
1992年6月12日，授予山东省文物保护单位，是一座革命遗址及革命纪念建筑物。